# Witherfall
Witherfall est un groupe américain de power metal, originaire de Los Angeles, en Californie.

## Histoire
Le groupe est formé en 2013, le guitariste Jake Dreyer et le chanteur et claviériste Joseph Michael se connaissant déjà depuis qu'ils travaillaient ensemble au sein de White Wizzard. Le batteur Adam Paul Sagan, que Dreyer connaissait déjà pour son projet solo éponyme, et le bassiste Anthony Crawford sont venus compléter la formation. Ensemble, ils se sont rendus au studio d'enregistrement The Bunker à Phoenix, Arizona, pour enregistrer leur premier album, accompagnés par Ralph Patlan, qui avait déjà travaillé auparavant avec Megadeth et Michael Schenker, entre autres. L'album avait déjà été écrit auparavant par Dreyer et Michael et enregistré en tant que démo dans le studio de Michael à Los Angeles. Patlan devait à l'origine également mixer l'album, mais après avoir attendu en vain pendant plus d'un an, le groupe se tourne vers d'autres horizons, ce qui entraîne un retard dans la sortie de l'album. En 2017, le premier album Nocturnes and Requiems, mixé et masterisé par Zeuss, sort en auto-édition. Il était dédié au batteur Adam Paul Sagan, qui succombe à un cancer du système lymphatique en décembre 2016. Sagan avait appris sa maladie pendant l'enregistrement du premier album. Après la sortie de l'album, le groupe signe un contrat d'enregistrement avec Century Media Records, qui réédite l'album. 
L'album suivant, A Prelude to Sorrow, sorti en 2018, qui est de nouveau mixé et masterisé par Zeuss pendant plus de 100 jours, est également dédié à Sagan et porte les mêmes initiales que son nom. L'album est écrit sur une période de deux ans et enregistré en 13 semaines sous la direction de J.J. Crews au studio d'enregistrement Boogie Tracks Recording à Panama City, Floride. Certaines idées de chansons avaient été écrites avant la mort de Sagan. Steve Bolognese et Gergo Borlai étaient présents comme batteurs de session et Filiberto « Fili » Bibiano comme guitariste de session. En 2018, le groupe participe au 70000 Tons of Metal. En 2019, il fait une tournée avec Sonata Arctica et sort l'EP Vintage. Le groupe rencontre des difficultés lors de la sortie de son album Curse of Autumn en 2021, lorsque certains publicistes engagés par Sony refusent de promouvoir le disque produit par Jon Schaffer, qui avait participé à la prise du Capitole, en utilisant son nom.

## Style musical
Selon Sebastian Kessler du Metal Hammer, le groupe joue sur Nocturnes and Requiems « du metal progressif dur et moderne avec des mélodies mélancoliques et épiques » Les chansons durent entre six et neuf minutes et sont « tantôt voluptueuses, tantôt éclatantes, pleines de riffs endiablés, de solos chantants et de rythmes compliqués », tout en restant « passionnantes et accessibles grâce à des mélodies délicates ou plus vraies que nature ». Le chant de Michael est toutefois interchangeable. L'album serait destiné aux fans de jeux de guitare virtuoses et de groupes tels que Savatage, Dream Theater, Symphony X et Into Eternity, dont le batteur Sagan aurait été membre. Un an plus tard, Kessler écrivait à propos de A Prelude to Sorrow que cet album était plus sombre que son prédécesseur. L'album contiendrait « des attaques de power metal au riff violent, des rythmes progressifs et décalés, de vastes solos de frissons » ainsi que « des passages acoustiques fragiles joués au clair ». Les chansons illustrent « la noirceur, le désespoir et l'irréversibilité de la mort imminente ». La musique pourrait être classée entre Nevermore, Control Denied/Death et Symphony X.
En écoutant Nocturnes and Requiems, Max Werner fait une comparaison avec Yngwie Malmsteen, car il remarque de nombreux passages néoclassiques. Lors d'une interview avec lui, Jake Dreyer confirme que l'album avait été influencé par de nombreux compositeurs classiques. On trouve souvent des gammes harmoniques dans la musique sérieuse, comme la gamme phrygienne ou les gammes mineures mélodiques. Werner remarque également quelques passages de flamenco qui lui ont rappelé Paco de Lucía. Dreyer indique que ce dernier ainsi qu'Al Di Meola comptaient parmi ses plus grandes influences. D'autres influences pour lui sont Marty Friedman, Jason Becker, Brian May, Queen, Pink Floyd, Dream Theater, Nevermore, Death et Opeth. Joseph Michael cite King Diamond, Dream Theater, Nevermore et Queen comme influences. Dans une critique de démo de Nocturnes and Requiems publiée dans un numéro de Rock Hard, Jens Peters écrit que le groupe jouait un mélange sombre de power metal et de metal progressif, « fortement composé et mis en scène de manière très compétente ». Quelques numéros plus tard, Peters a de nouveau fait la critique de l'album, cette fois en tant que sortie régulière. Il le qualifie à nouveau de power-metal progressif sombre et le compare à White Wizzard, Iced Earth, Circle II Circle, Crimson Glory et Queensrÿche. Dans sa critique de A Prelude to Sorrow, Peters constate que l'album est produit de manière encore plus harmonieuse et professionnelle que son prédécesseur. Il est également plus sombre. Il qualifie la musique de « metal américain avec des influences prog » dans le style de Nevermore. Il décrit le chant comme puissant, expressif et entraînant.

## Discographie

### Albums studio
- 2017 : Nocturnes and Requiems
- 2018 : A Prelude to Sorrow (Century Media Records)
- 2021 : Curse of Autumn (Century Media  ; 20e place des charts allemands[11], 73e place des charts suisses[12])
- 2024 : Sounds of the Forgotten (Century Media ; 97e place des charts suisses[11],[12])

### Autres
- 2016 : End of Time (single)
- 2018 : The Long Walk Home (December) (single)
- 2019 : Vintage (EP, Century Media)